# Nordvästprovinsen, Sydafrika
Nordvästprovinsen (tswana: Bokone Bophirima; afrikaans: Noordwes; xhosa: Mntla-Ntshona; sotho: Leboya Bophirima; tsonga: N'walungu-Vupeladyambu; pedi: Lebowa Bodikela; zulu: Nyakatho-Ntshonalanga; sydndebele: Tlhagwini-Tjhingalanga; engelska: North West) är en provins i norra Sydafrika, med en yta om 116 320 km² och ett invånarantal på 3 271 948 (2007). Provinsen gränsar till Botswana i norr. Huvudstad är Mafikeng.

## Historia
Provinsen skapades 1994 av delar av de tidigare provinserna Transvaal och Kapprovinsen samt större delarna av några bantustaner, däribland Bophuthatswana.

## Natur
Provinsens inre delar tillhör platålandet Highveld, och sträcker sig från floden Vaal till den vanligen torrlagda Molopofloden. Här finns stora områden med buskväxter och törnbuskar. I söder finns en del saltsjöar.

## Näringsliv
De viktigaste åkerprodukterna är majs och solrosfrön. Man odlar även tobak, citrusfrukter, jordnötter, paprika och bomull. I provinsen finns stora boskapsfarmer (bland annat med herefordnöt) och fårhållning. Många bönder har på senare år gått över till storviltjakt. Provinsen ligger i det mineralrika Witwatersrand, och gruvdrift är den viktigaste näringen både i fråga om ekonomi och sysselsättning. Här utvinns bland annat guld, uran, diamanter, platina och marmor. Det finns en del industri, bland annat tillverkning av utrustning för gruvindustrin och jordbruket. Viss turism, bland annat på grund av naturen, men också till Mankwe, där semesterorten Sun City ligger. Många invånare arbetspendlar till Gauteng, bland annat till Pretoria och Johannesburg.